# Municipio de Huixquilucan
El municipio de Huixquilucan es uno de los 125 municipios en que se encuentra dividido para su régimen interior el Estado de México (México). Forma parte de la zona metropolitana del Valle de México y su cabecera es la ciudad de Huixquilucan de Degollado. En este municipio se encuentran importantes zonas residenciales como Interlomas.

## Geografía
El municipio de Huixquilucan se encuentra localizado en el extremo oriental del sector poniente del Estado de México, al poniente del Valle de México y en los límites con la Ciudad de México. Sus coordenadas geográficas extremas son 19°17′ - 19°27′ de latitud norte y 99°14′ - 99°25′ de longitud oeste, se encuentra surcado por la sierra de las Cruces, por lo que su altitud fluctúa entre los 2 300 y los 3 500 metros sobre el nivel del mar.
Limita al norte con el municipio de Naucalpan de Juárez, al oeste con el municipio de Lerma, al sur con el municipio de Ocoyoacac y al sureste con la Ciudad de México, en particular con las alcaldías Miguel Hidalgo y Cuajimalpa.

### Orografía

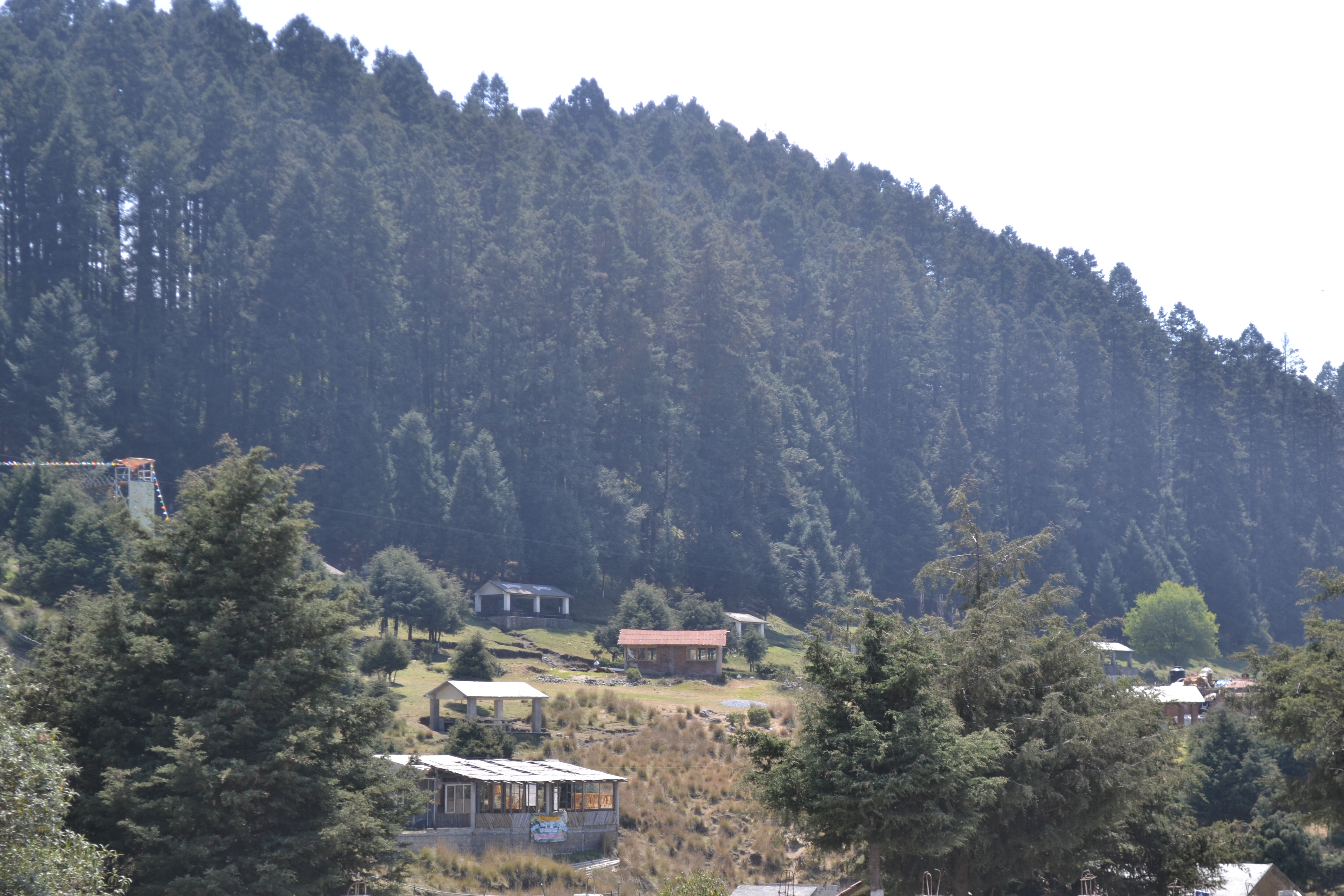
Orografía del municipio.

El municipio se encuentra enclavado en la sierra de las Cruces que forma parte del eje Neovolcánico o sierra Volcánica Transversal. Los bosques, las montañas, valles y lomas son componentes topográficos del municipio. Destacan los cerros de Cogimillos, La Palma, La Marquesa, El Ocotal, San Martín, Tepalcatillo, La Cañada, La Cima, El Guarda, La Loma Tetela Grande, El Mirador, La Cruz, Los Padres, Agua del Santo, cerro Pelado, San Gabriel, Las Flores, La Mazorca, El Hielo, La Cumbre, La Paloma, El Guarda y Los Lobos, Peña Grande, cerro del Gallo, El Nopal, El Manzano y Canales, cerro de San Francisco, Piedra del Molino, La Campaña, Los Cardos, Trejo, La Carreta, Santiago.
Otros de menor importancia son el de La Bandera o Los Ídolos, El Obraje, La Cima, La Sosa y el de Las Aceitunas. Por su altura se destaca el de Coatepec o de Las Víboras que mide 2,776 metros o el de San Francisco con 3,009 m y el de Santa Cruz con 3.251 metros.

### Hidrografía
El 70% del agua del municipio de Huixquilucan depende del Sistema Cutzamala, con 11 pozos.

### Clima y ecosistemas

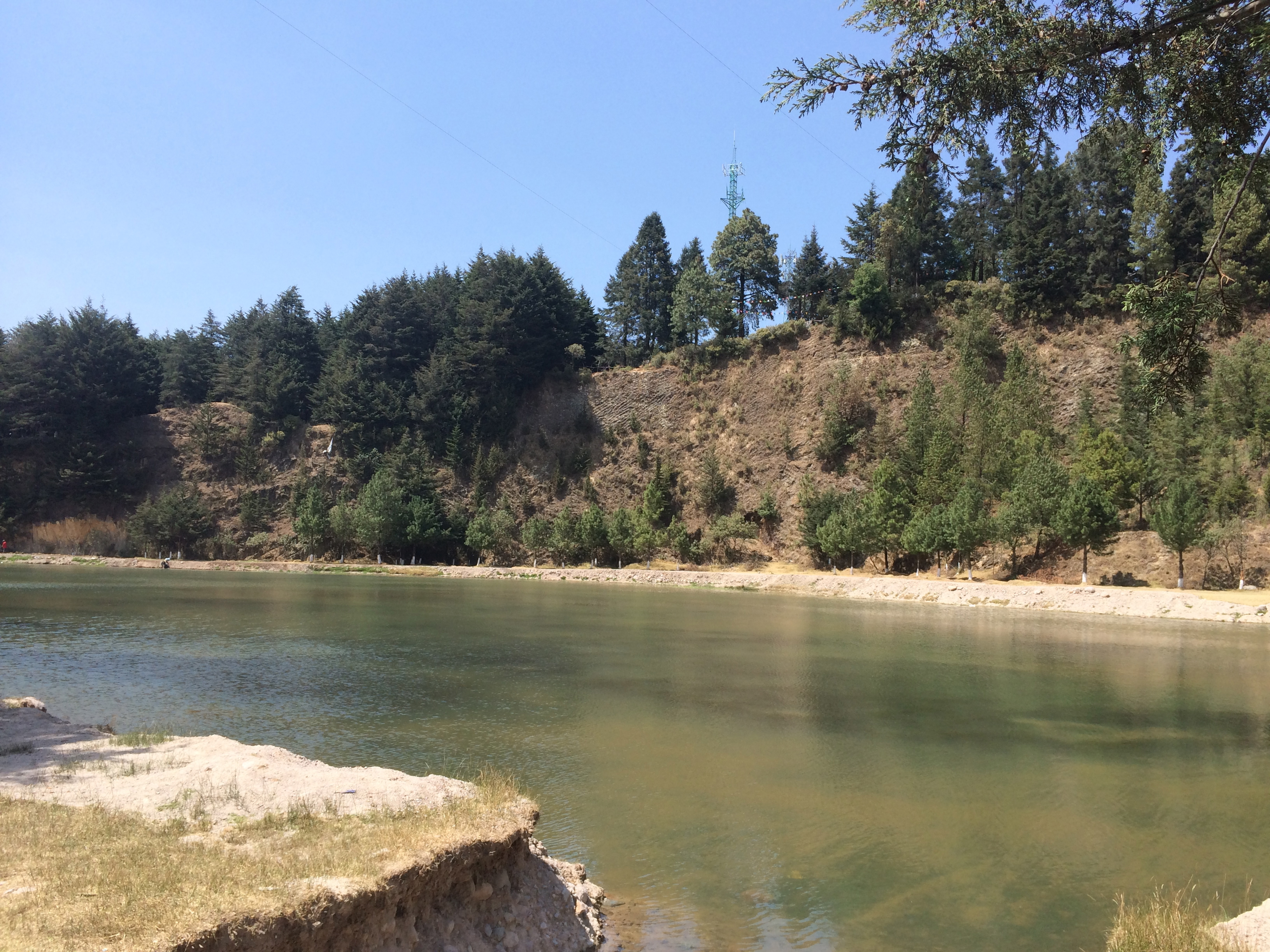
Vegetación en el parque nacional de La Marquesa.

Predominan tres tipos de clima, el ETH frío, ACWG semicálido y el BSCWKG semiseco. Su temperatura oscila entre 6 y 12 °C. La precipitación pluvial va de 900 a 1,100 milímetros. Las lluvias inician a mediados de abril y concluyen en septiembre.
En las regiones sur, este y oeste, el paisaje se integra por montes, cañadas y barrancas que mantienen bosques templados y fríos formados por coníferas como oyamel, encino, pino, aile y cedro. Abundan también el ocote y plantas sin uso específico y una gran cantidad de hongos comestibles y no comestibles.
En la parte norte y nordeste del municipio el paisaje se presenta con llanos y lomeríos de vegetación silvestre como las xerófitas o cactus, herbáceas, zacatales y encinos. En las barrancas se observan madroños, tejocote, pirúl, teposán, huisache y robles.
La fauna es variada, en sus bosques existen cacomixtle, ardilla, liebre, tuza, tlacuache, armadillo, hurón, rata de campo, tejón, zorrillo y zorra gris en peligro de extinción.

## Demografía
De acuerdo a los resultados del Censo de Población y Vivienda de 2010 realizado por el Instituto Nacional de Estadística y Geografía, la población total del municipio de Huixquilucan asciende a 242 167 personas; de las que 116 502 son hombres y 125 665 son mujeres.

### Localidades
El municipio incluye en su territorio un total de 59 localidades. Las principales, considerando su población del censo de 2010 son:
| Localidad                 | Población |
| Total Municipio           | 242 167   |
| Naucalpan de Juárez       | 121 470   |
| Jesús del Monte           | 23 150    |
| Magdalena Chichicaspa     | 12 193    |
| Santiago Yancuitlalpan    | 10 013    |
| Huixquilucan de Degollado | 9 554     |
| Zacamulpa                 | 7 097     |
| San Bartolomé Coatepec    | 5 021     |
| Santa Cruz Ayotuzco       | 4 952     |
| San Juan Yautepec         | 4 374     |
| San Francisco Dos Ríos    | 4 249     |
| San Francisco Ayotuxco    | 3 459     |
| San Cristóbal Texcalucan  | 3 323     |
| El Hielo                  | 3 020     |

Principales localidades.

Aproximadamente el 50% de la población del municipio de Huixquilucan reside en la localidad denominada como Naucalpan de Juárez por haber surgido como una extensión de la mancha urbana de la vecina ciudad de Naucalpan de Juárez en el municipio del mismo nombre. Sin embargo este nombre oficial aplicado a dicho sector urbano es muy poco conocido, comúnmente es nombrado como Huixquilucan, o por el nombre de sus desarrollos residenciales y comerciales, el más conocido de los cuales es Interlomas.

## Política
El gobierno del municipio de Huixquilucan corresponde a su ayuntamiento, que está conformado por el presidente municipal, un síndico y un cabildo conformado por 13 regidores, siete de los cuales son electos por mayoría relativa y seis por el principio de representación proporcional. El presidente municipal, el síndico y los siete regidores de mayoría son electos mediante planilla única por voto popular, universal, directo y secreto para un periodo de tres años no reelegibles para el siguiente inmediato, pero si de forma no continua.
Todos los funcionarios electos entran a ejercer su cargo el día 1 de enero del año siguiente a la elección.

### Representación legislativa
Para la división territorial es distritos electorales donde son electos los diputados locales y federales, el municipio de Huixquilucan se encuentra dividido de la siguiente manera:
Local:
- Distrito electoral local 17 del estado de México con cabecera en Huixquilucan de Degollado.[6]

Federal:
- Distrito electoral federal 18 del estado de México con cabecera en Huixquilucan de Degollado.[7]

### Presidentes municipales
| Presidente municipal            | Partido político | Periodo     |
| ------------------------------- | ---------------- | ----------- |
| Antonio Huitrón Vera            |                  | 1984 - 1987 |
| Fernando García Gutiérrez       |                  | 1987 - 1990 |
| Antonio Silva Beltrán           |                  | 1990 - 1993 |
| Ricardo Rojas Lucero            |                  | 1993        |
| Abel Huitrón Rosete             |                  | 1993 - 1996 |
| Javier Calvillo Ramos           |                  | 1996 - 2000 |
| Guillermo Espinoza Cruz         |                  | 2000 - 2003 |
| David Korenfeld Federman        |                  | 2003 - 2006 |
| Félix Adrián Fuentes Villalobos |                  | 2006 - 2009 |
| Alfredo del Mazo Maza           |                  | 2009 - 2012 |
| Carlos Iriarte Mercado          |                  | 2012 - 2014 |
| José Reynol Neyra González      |                  | 2014 - 2015 |
| Enrique Vargas del Villar       |                  | 2015 - 2021 |
| María Eugenia Torres            |                  | 2021        |
| Romina Contreras Carrasco       |                  | 2021 - 2024 |
| Erick Daniel Rojas Gutiérrez    |                  | 2024        |